# Sistema señorial
El sistema señorial, régimen señorial o señorialismo, es el sistema de organización económica, social y jurídica característica del mundo occidental de la Edad Media y que alcanzó también la Edad Moderna, siendo este presente en el feudalismo y mercantilismo. Dicho sistema se define por las relaciones de dependencia entre los habitantes o comunidades de habitantes de un territorio, llamado señorío y el señor del mismo.
Cada señor, con la propiedad de su tierra, se sostenía económicamente de ella y de las contribuciones obligatorias de una parte legalmente sujeta de la población campesina bajo su jurisdicción. Estas obligaciones podrían pagarse en mano de obra, en especie o en moneda.
Comparte características con el sistema feudal. Si el núcleo del régimen feudal es definido como un conjunto de relaciones legales y militares entre nobles, el régimen señorial extendió este sistema a las relaciones legales y económicas entre nobles y campesinos. Pero para el historiador francés Marc Bloch "no todos los señoríos eran feudos, ni todos los feudos, principados o señoríos." El señorío es una realidad distinta del feudo, que sería uno de los modos de ejercicio del señorío, con el alodio, pero son realidades interrelacionadas. Muchos de sus elementos han subsistido hasta la desaparición del Antiguo Régimen.

## Historia
La inseguridad creada por los peligros de las invasiones bárbaras y la desaparición del Imperio romano de Occidente hicieron que en la Europa mediterránea romanizada, la sociedad tendiera a la ruralización, con lo que se contribuyó a crear el régimen señorial, como resultado de la dispersión del poder público antes del año 1000. Este régimen se originó, principalmente, mediante el sistema de villas romanas del Imperio romano tardío, y fue ampliamente practicado en la Europa medieval occidental y en partes de Europa central, constituyendo la base socioeconómica del sistema feudal. 
Un elemento esencial de la sociedad feudal, el sistema señorial fue reemplazado lentamente por el advenimiento de una economía de mercado basada en el dinero y nuevas formas de contratos agrarios.
Al examinar los orígenes del claustro monástico, Walter Horn descubrió que 'como entidad señorial, el monasterio carolingio difería poco del tejido de un estado feudal, salvo que la comunidad corporativa de hombres para cuyo sustento se mantenía esta organización, constaba de monjes que servían a Dios por medio del canto y pasaban gran parte de su tiempo leyendo y escribiendo '.
El sistema señorial fue muriendo lentamente, poco a poco, junto con su característica más vívida en el paisaje, el sistema de campos abiertos. Sobrevivió a la servidumbre en el sentido de que continuó con los trabajadores con propiedad vitalicia. Como sistema económico, sobrevivió al feudalismo, según Andrew Jones, porque 'quien podría mantener a un guerrero, igualmente bien podría mantener a un terrateniente capitalista. Podría ser autosuficiente, producir productos para el mercado o podría producir una renta'.
Las últimas deudas feudales en Francia fueron abolidas en la Revolución Francesa. En España, la abolición del sistema señorial se produjo por las Cortes de Cádiz el 6 de agosto de 1811. En partes de Alemania oriental, los señoríos de los junkers de Rittergut permanecieron hasta la Segunda Guerra Mundial. En Quebec, las últimas rentas feudales se pagaron en 1970 en virtud de las disposiciones modificadas de la Ley de abolición de las deudas señoriales de 1935.

## Descripción
El señorío consistía en el cultivo de una propiedad de tierras de un señor, a través de un trabajo servil. Es una de las tradicionales divisiones heredadas del territorio, asignada como una de sus jurisdicciones locales. El señor, que usualmente disponía de gran cantidad de tierras, que generaban riquezas y rentas, tenía campesinos que habitaban en ellas, para trabajarlas. El señor, tenía dominio sobre las tierras y sobre los campesinos y este tipo de sociedad se organizaba en torno a las relaciones de dependencia existentes entre ellos. Con el incremento de las tierras existentes por ejemplo por conquistas, herencias o donaciones de reyes, se llegó al establecimiento de grandes latifundios, con lo que el señor adquirió un mayor poder, que podría equivaler al que tenían los nobles medievales respecto a sus vasallos en el régimen feudal.
El señor, no solo tenía poder sobre sus territorios, sino también determinados derechos políticos, económicos o jurídicos sobre los campesinos ligados a la tierra, siendo además el que administraba justicia y el que establecía los impuestos.
El régimen señorial fue el escenario privilegiado a través del que la aristocracia medieval aseguró su preeminencia social, económica y política. Sin embargo, la limitación de las prerrogativas señoriales sería una de las formas con que el poder de los estados se afirmó al final de la época medieval y durante la época moderna.
En algunas partes, como en Inglaterra, el señor mantenía un tribunal señorial, regido por el derecho público y las costumbres locales. No todos los señores territoriales eran laicos, puesto que también obispos y abades también poseían tierras que entrañaban obligaciones similares.